# Малки-Искыр
Малки-Искыр (болг. Малки Искър) — село в Болгарии. Находится в Софийской области, входит в общину Етрополе. Население составляет 437 человек (2022).

## Политическая ситуация
В местном кметстве Малки-Искыр, в состав которого входит Малки-Искыр, должность кмета (старосты) исполняет Марин  Цветков Маринов (Граждане за европейское развитие Болгарии (ГЕРБ)) по результатам выборов правления кметства.
Кмет (мэр) общины Етрополе — Богомил Борисов Георгиев (Граждане за европейское развитие Болгарии (ГЕРБ)) по результатам выборов в правление общины.